# Persona em Foco
"Persona em Foco" é um programa da TV Cultura que estreou em 30 de junho de 2015 e se mantém no ar até hoje, apresentado por Atilio Bari.
O programa pretende registrar aspectos da vida pessoal e da carreira de personalidades do teatro, bem como as suas impressões sobre o ofício. As entrevistas são conduzidas por duas pessoas ligadas ao artista, contando também com uma plateia formada por estudantes de teatro e jovens atores.

## Convidados

### Primeira Temporada
O primeiro episódio do programa foi ao ar no dia primeiro de setembro e o último em 22 de dezembro de 2015.
| Convidado               | Ocupação         |
| ----------------------- | ---------------- |
| Maria Della Costa       | Atriz            |
| Miriam Mehler           | Atriz            |
| Fúlvio Stefanini        | Ator             |
| Juca de Oliveira        | Ator             |
| Laura Cardoso           | Atriz            |
| Lauro César Muniz       | Autor            |
| Nydia Licia             | Diretora Teatral |
| Benedito Ruy Barbosa    | Autor            |
| Eva Wilma               | Atriz            |
| Beatriz Segall          | Atriz            |
| Etty Fraser             | Atriz            |
| Renato Borghi           | Ator             |
| Sérgio Mamberti         | Ator             |
| Chico de Assis          | Dramaturgo       |
| Stênio Garcia           | Ator             |
| Ruth Escobar            | Atriz            |
| Regina Duarte           | Atriz            |
| Rosamaria Murtinho      | Atriz            |
| Rolando Boldrin         | Ator             |
| Gianfrancesco Guarnieri | Ator             |
| Antônio Fagundes        | Ator             |
| Nicette Bruno           | Atriz            |

### Segunda Temporada
A segunda temporada do programa estreou em 05 de julho de 2016 indo até 27 de dezembro do mesmo ano.
| Convidado             | Ocupação        |
| --------------------- | --------------- |
| Lima Duarte           | Ator            |
| Aracy Balabanian      | Atriz           |
| Maria Adelaide Amaral | Dramaturga      |
| Cacilda Becker        | Atriz           |
| Renata Pallottini     | Dramaturga      |
| Othon Bastos          | Ator            |
| Vida Alves            | Atriz           |
| Dercy Gonçalves       | Atriz           |
| João Acaiabe          | Ator            |
| Suely Franco          | Atriz           |
| Walther Negrão        | Autor           |
| Joana Fomm            | Atriz           |
| Silvio de Abreu       | Autor           |
| Dr. Alfredo Mesquita  | Ator            |
| Tony Ramos            | Ator            |
| Celso Nunes           | Diretor Teatral |
| Nathália Timberg      | Atriz           |

### Terceira Temporada
A terceira temporada estreou em 05 de setembro de 2017 e foi até 27 de dezembro do mesmo ano.
| Convidado          | Ocupação      |
| ------------------ | ------------- |
| Débora Duarte      | Atriz         |
| Antônio Petrin     | Ator          |
| Denise Fraga       | Atriz         |
| Marika Gidali      | Bailarina     |
| Lília Cabral       | Atriz         |
| Sônia Guedes       | Atriz         |
| Ana Lúcia Torre    | Atriz         |
| Plínio Marcos      | Dramaturgo    |
| Otávio Augusto     | Ator          |
| Luiz Serra         | Ator          |
| Regina Braga       | Atriz         |
| Aguinaldo Silva    | Autor         |
| Raul Cortez        | Ator          |
| Walderez de Barros | Atriz         |
| Cacá Rosset        | Ator          |
| Paulo Betti        | Ator          |
| Carmem Verônica    | Atriz         |
| Paulo Autran       | Ator          |
| Bárbara Paz        | Atriz         |
| Jandira Martini    | Atriz         |
| Wolf Maya          | Diretor de TV |

### Quarta Temporada
A quarta temporada teve início no dia 13 de junho indo até 25 de novembro de 2018.
| Convidado               | Ocupação          |
| ----------------------- | ----------------- |
| Hugo Possolo            | Ator              |
| Marcos Caruso           | Ator              |
| Ruth de Souza           | Atriz             |
| Jonas Bloch             | Ator              |
| Eduardo Tolentino       | Diretor Teatral   |
| Cláudia Raia            | Atriz             |
| João Batista de Andrade | Diretor de Cinema |
| Mauro Mendonça          | Ator              |
| Herson Capri            | Ator              |
| Rosi Campos             | Atriz             |
| Edwin Luisi             | Ator              |
| Tônia Carrero           | Atriz             |
| Júlia Lemmertz          | Atriz             |
| Fernanda Montenegro     | Atriz             |
| Flávio Migliaccio       | Ator              |
| Louise Cardoso          | Atriz             |
| Lucélia Santos          | Atriz             |
| Ana Rosa                | Atriz             |
| Roberto Lage            | Diretor Teatral   |
| Zezé Motta              | Atriz             |

### Quinta Temporada
A quinta temporada teve início em 13 de fevereiro e foi até 14 de dezembro de 2019.
| Convidado                            | Ocupação          |
| ------------------------------------ | ----------------- |
| Bibi Ferreira                        | Atriz             |
| Walcyr Carrasco                      | Escritor          |
| Antunes Filho                        | Diretor de Cinema |
| Miguel Falabella                     | Ator              |
| Marcelo Serrado                      | Ator              |
| Alcides Nogueira                     | Escritor          |
| Emilio Fontana                       | Diretor Teatral   |
| Stepan Nercessian                    | Ator              |
| Annamaria Dias                       | Atriz             |
| Arlete Montenegro                    | Atriz             |
| Myriam Muniz                         | Atriz             |
| Glória Menezes                       | Atriz             |
| Tarcísio Meira                       | Ator              |
| Gabriel Villela                      | Cenógrafo         |
| Ivam Cabral e Rodolfo García Vázquez | Atores            |
| Denise Del Vecchio                   | Atriz             |
| Amácio Mazzaropi                     | Ator              |
| Irene Ravache                        | Atriz             |
| Dedé Santana                         | Ator              |
| Edson Celulari                       | Ator              |
| Cássia Kis                           | Atriz             |
| Bruna Lombardi                       | Atriz             |
| Grande Otelo                         | Ator              |
| José Possi Neto                      | Diretor Teatral   |
| Christiane Torloni                   | Atriz             |

### Sexta Temporada
A sexta temporada do programa está no ar na Tv Cultura desde 09 de agosto de 2020. A partir do ano de 2021, uma nova apresentadora foi contratada para o programa, Chris Maksud. Os programas passaram a ter seus convidados entrevistados por meio de vídeo chamadas devido as precauções da pandemia do Covid-19, que impediam aglomeração.
| Convidado                 | Ocupação         | Entrevistadores                     |
| ------------------------- | ---------------- | ----------------------------------- |
| Gerald Thomas             | Diretor Teatral  | Fabiana Gugli e Dirceu Alves Junior |
| Marco Ricca               | Ator             |                                     |
| Amanda Acosta             | Atriz            |                                     |
| Cassio Scapin             | Ator             |                                     |
| Anna Muylaert             | Cineasta         |                                     |
| Nany People               | Humorista        |                                     |
| Monah Delacy              | Atriz            |                                     |
| Fernando Meirelles        | Cineasta         |                                     |
| Tatiana Belinky           | Escritora        | Homenagem                           |
| Anselmo Duarte            | Cineasta         | Homenagem                           |
| Matheus Nachtergaele      | Ator             |                                     |
| Laerte Coutinho           | Cartunista       |                                     |
| Carla Camurati            | Atriz            |                                     |
| Mauricio de Sousa         | Cartunista       |                                     |
| Deborah Colker            | Bailarina        |                                     |
| Aílton Graça              | Ator             |                                     |
| Nilton Travesso           | Diretor de TV    |                                     |
| Antonio Pitanga           | Ator             |                                     |
| Bia Lessa                 | Atriz            |                                     |
| Monarco                   | Cantor           |                                     |
| Ulysses Cruz              | Diretor de TV    |                                     |
| Ney Latorraca             | Ator             |                                     |
| Hélio de la Peña          | Ator             |                                     |
| José Mojica Marins        | Cineasta         | Homenagem                           |
| Elias Vicente Andreato    | Ator             |                                     |
| Martinho da Vila          | Cantor           |                                     |
| Ronnie Von                | Cantor           |                                     |
| Jorge Takla               | Diretor Teatral  |                                     |
| Sidney Magal              | Cantor           |                                     |
| Diogo Vilela              | Ator             |                                     |
| Cauby Peixoto             | Cantor           |                                     |
| Débora Falabella          | Atriz            |                                     |
| Ignácio de Loyola Brandão | Escritor         |                                     |
| Elifas Andreato           | Designer Gráfico |                                     |